# Pňovany (zámek)
Pňovany jsou zámek ve stejnojmenné obci v okrese Plzeň-sever. Založen byl neznámým stavebníkem v polovině osmnáctého století a spolu s částí přilehlého parku je chráněn jako kulturní památka ČR.

## Historie
Ačkoliv první písemná zmínka o Pňovanech pochází již z roku 1205 a přídomek z Pňovan používali šlechtici od třináctého do konce patnáctého století, panské sídlo zde vzniklo až v polovině století osmnáctého. Po roce 1720 vesnici vlastnil rod Širntyngarů a později Perglarů, ale konkrétní stavebník zámku není znám.

## Stavební podoba
Zámek stojí u vjezdu do hospodářského dvora. Jižně od něj se nachází památkově chráněná část parku využitá jako zahrada mateřské školy, zatímco západní část parku je neudržovaná. Dvoupatrová budova zámku má obdélníkový půdorys se zaoblenými rohy. Střed průčelí je zdůrazněn jednoosým rizalitem zakončeným trojúhelným tympanonem, nad kterým ze střechy vybíhá věžička. Fásádu rizalitu i věžičky zdobí pilastry, které na věžičce nesou půlkruhově vypnutou římsu. Ostatní fasády jsou členěné nárožními pilastry, dvěma kordonovými a jednou korunní římskou. Přízemní okna mají štukové rámy, zatímco nad okny v prvním patře se střídají segmentové a trojúhelníkové římsy. Prostory v přízemí jsou klenuté plackovými klenbami, ale ve vstupní chodbě je použitá valená klenba s lunetami. V prvním patře se nachází velký sál se zrcadlovou klenbou.